# Raul M. Gonzalez
Raul M. Gonzalez (La Carlota, 3 december 1930 – Quezon City, 7 september 2014) was een Filipijns politicus. Gonzalez was van 1995 tot 2004 lid van het Filipijns Huis van Afgevaardigden en van 2004 tot 2009 minister van Justitie in het kabinet van president Gloria Macapagal-Arroyo.

## Vroege levensloop en carrière
Gonzalez werd geboren op 3 december 1930 in La Carlota in de provincie Negros Occidental. Hij was het vierde kind van Delfin O. Gonzalex, de laatste burgemeester van de gemeente Jaro voor het plaats opging in Iloilo City, en Estrella Jover Maravilla, een onderwijzeres. Gonzalez behaalde een Bachelor of Arts aan het Colegio de San Agustin (tegenwoordig: University of San Agustin) en een Bachelor-diploma rechten aan de University of Santo Tomas. Na het afronden van deze laatste studie in 1955, slaagde hij nog datzelfde jaar voor het toelatingsexamen voor de Filipijnse balie (bar).
Hierna ging Gonzalez aan het werk als universitair docent aan de rechtenfaculteit van de University of Santo Tomas, Far Eastern University en het Philippine College of Commerce (nu: Polytechnic University of the Philippines). Daarnaast gaf hij ook les aan de Philippine Normal University in Manilla, Assumption College het College of Holy Spirit en de University of the Philippines.

## Carrière bij de overheid
In 1960 begon Gonzalez' carrière bij de overheid, toen hij werd aangesteld als juridisch assistent van de gouverneur van Iloilo. In 1961 was hij senior juridisch assistent van de burgemeester van Manilla. Van 1963 tot 1969 zat onder andere in de "Board of Censors for Motion Pictures" en was hij senior adviseur voor de senaatscommissies voor Arbeid en Immigratie.
In 1989 werd Gonzalez voor onbepaalde tijd geschorst door de Filipijnse balie vanwege het negeren van de wet.. De schorsing zou in 1993 weer worden opgeheven.
Bij de verkiezingen van 1995 won Gonzalez een zetel in het Filipijns Huis van Afgevaardigden namens Iloilo City. Bij de verkiezingen van 1998 en 2001 werd hij herkozen. Gonzalez was een van de openbaar aanklagers gedurende de afzettingsprocedure van president Joseph Estrada.
In 2004 werd hij door president Gloria Macapagal-Arroyo benoemd tot minister van Justitie. Tijdens de verkiezingen van 2007 werd hij beschuldigd van verkiezingsfraude. Hij zou barangay captains van Iloilo City hebben omgekocht opdat de 12 senaatskandidaten van de regeringscoalitie bovenaan zouden eindigen in deze stad. Ook zou hij geld en gratis reisjes hebben geboden als oppositiekandidaten Perla Zulueta en Lex Tupas niet zouden worden gekozen in het stadsbestuur.
Op 1 juli 2009 kondigde Gonzalez zijn ontslag aan als minister van Justitie. Als reden gaf hij op dat zich wilde gaan voorbereiden op een mogelijke kandidatuur als burgemeester van Iloilo City bij de verkiezingen van 2010. Bovendien gaf Gonzalez, die in september 2008 nog een niertransplantatie onderging, aan dat hij moeite had om de kabinetsvergaderingen in verre uithoeken van de Filipijnen te kunnen volhouden. Ook wilde hij met zijn vrouw en zoon naar Lourdes afreizen in de hoop op een miraculeus herstel van hun doodzieke zoon.
Gonzalez overleed in 2014 in het National Kidney Transplant Institute in Quezon City op 83-jarige leeftijd aan meervoudig orgaanfalen.